# Pantó György
Pantó György (Budapest, 1936. július 29. –) Széchenyi-díjas magyar geológus, geokémikus, vulkanológus, kutatóprofesszor, a Magyar Tudományos Akadémia rendes tagja. A magyarországi fiatal vulkanizmus neves kutatója. 1998 és 2005 között az MTA Geokémiai Kutatólaboratóriumának (ma: Kutatóintézet) igazgatója.

## Életpályája
1954-ben érettségizett, majd felvették az Eötvös Loránd Tudományegyetem Természettudományi Kar geológia szakára, ahol 1959-ben szerzett geológus diplomát.
Diplomájának megszerzése után az Országos Érc- és Ásványbányák (Pestvidéki Aranybánya) geológusaként kezdett el dolgozni, majd 1962-ben a Magyar Tudományos Akadémia aspiránsa lett. 1965 és 1966 között az Érc- és Ásványbányászati Kutatószolgálat geológusa volt. 1966-ban az MTA Geokémiai Kutatólaboratóriumának munkatársa lett, a ranglétrát végigjárva 1975-ben a laboratórium tudományos igazgatójává nevezték ki, ezen kívül a szervetlen- és izotópgeokémiai osztályának vezetője is lett. 1998-ban az MTA Földtudományi Kutatóközpontjának főigazgatói tisztségébe került, melyet 2005-ig töltött be. 2006-ban kutatóprofesszori megbízást kapott.
1968-ban védte meg a földtudományok kandidátusi, 1981-ben akadémiai doktori értekezését. 1990-ben megválasztották a Magyar Tudományos Akadémia levelező, 1995-ben pedig rendes tagjává. 1996-ban az MTA Földtudományi Osztályának elnökhelyettesévé, 1999-ben elnökévé választották. Utóbbi tisztségét 2005-ig viselte (ilyen minőségében az MTA elnökségének tagja is volt). Korábban már az MTA Geokémiai és Ásvány-kőzettani Tudományos Bizottság tagja lett. 1997-ben a Szerb Tudományos és Művészeti Akadémia külföldi tagjává választották. Az Acta Geologica Hungarica szerkesztőbizottságának tagja lett.
Kutatási területei a vulkanológia, magmás kőzettan, ritkaföldfémek geokémiája, elektronmikroszondás elemzés és az izotópgeokémia. Foglalkozott a gránitos kőzetek, a karsztbauxitok, a ritkaföldfémek geokémiájával is. Kutatásaihoz az elektronmikroszondás elemzés, illetve az izotópgeokémia módszereit alkalmazza. Elsőként sikerült kidolgoznia a bauxitok elektronmikroszondás vizsgálati és elemzési módszerét. Emellett felfedezett új ritkaföldfém ásványokat is.

## Családja
Nős, házasságukból egy fiú-, illetve egy leánygyermekük született. Nagybátyja Pantó Gábor geológus, az MTA levelező tagja volt.

## Díjai, elismerései
- Vendl Mária-emlékérem (1986)
- Széchenyi-díj (2000)
- A Magyar Köztársasági Érdemrend középkeresztje (2006)

## Főbb publikációi
- Kubovics Imre–Pantó György: Vulkanológiai vizsgálatok a Mátrában és a Börzsönyben; Akadémiai, Bp., 1970
- Trace Minerals of the Granitic Rocks of the Velence- and Mecsek Mountains (1975)
- Ritkaföldfémek geokémiája és néhány alkalmazási területe (1980)
- Origin of Late Cenozoic Volcanic Rocks of the Carpathian Arc, Hungary (társszerző, 1988)
- Authigenic Rare Earth Minerals in Karst-Bauxities and Karstic Nickel Deposits (társszerző, 1996)
- S34S Systematics in Polymetallic Ore Deposits in the Inner Carpathian Volcanic Arc (társszerző, 1999)
- Pantó György–Ádám József–Mészáros Ernő: Földtudomány; MTA, Bp., 2002